# Ủy ban Liên Hợp Quốc về Luật Thương mại Quốc tế
Ủy ban Liên Hợp Quốc về Luật Thương mại quốc tế ('UNCITRAL, tiếng Anh: United Nations Commission on International Trade Law; tiếng Pháp: CNUDCI, Commission des Nations Unies pour le droit commercial international) được Đại hội đồng Liên Hợp Quốc thành lập theo Nghị quyết 2205 (XXI) ngày 17 Tháng 12 năm 1966 "để thúc đẩy tiến bộ hài hòa và thống nhất của pháp luật thương mại quốc tế".
UNCITRAL có trụ sở chính đặt trong khuôn viên Trụ sở Liên Hợp Quốc tại Viên, thực hiện công việc của mình tại các kỳ họp thường niên được tổ chức luân phiên tại thành phố New York và Viên.

## Thành viên

### Châu Phi
1. Algérie (2016)
2. Bénin (2013)
3. Botswana (2016)
4. Cameroon (2013)
5. Ai Cập (2013)
6. Gabon (2016)
7. Kenya (2016)
8. Mauritius (2016)
9. Maroc (2013)
10. Namibia (2013)
11. Nigeria (2016)
12. Sénégal (2013)
13. Nam Phi (2013)
14. Uganda (2016)

### Châu Á
1. Bahrain (2013)
2. Trung Quốc (2013)
3. Ấn Độ (2016)
4. Indonesia (2018)
5. Iran (2016)
6. Israel (2016)
7. Nhật Bản (2013)
8. Jordan (2016)
9. Malaysia (2013)
10. Pakistan (2016)
11. Philippines (2016)
12. Singapore (2013)
13. Hàn Quốc (2013)
14. Sri Lanka (2013)
15. Thái Lan (2016)

### Châu Âu
1. Armenia (2013)
2. Áo (2016)
3. Belarus (2011)
4. Bulgaria (2013)
5. Cộng hòa Séc (2013)
6. Pháp (2013)
7. Đức (2013)
8. Hy Lạp (2013)
9. Ý (2016)
10. Latvia (2013)
11. Malta (2013)
12. Na Uy (2013)
13. Ba Lan (2012)
14. România (2022)
15. Nga (2013)
16. Tây Ban Nha (2016)
17. Ukraina (2014)
18. Anh Quốc (2013)
19. Thổ Nhĩ Kỳ (2016)

### Bắc Mỹ
1. Canada (2013)
2. El Salvador (2013)
3. Honduras (2013)
4. México (2013)
5. Hoa Kỳ (2016)

### Nam Mỹ
1. Argentina (2016)
2. Bolivia (2013)
3. Brasil (2016)
4. Chile (2013)
5. Colombia (2016)
6. Paraguay (2016)
7. Venezuela (2016)

### Châu Đại dương
1. Úc (2016)
2. Fiji (2016)